# 布维尔
布维尔（法語：Bouville，法語發音：[buvil] ⓘ）是法国滨海塞纳省的一个市镇，属于鲁昂区。

## 地理
布维尔（49°33'45"N, 0°53'37"E）面积12.48 平方千米，位于法国诺曼底大区滨海塞纳省，该省份为法国北部沿海省份，其西部及北部濒大西洋英吉利海峡，东起顺时针与索姆省、瓦兹省、厄尔省和卡爾瓦多斯省接壤。
与布维尔接壤的市镇（或旧市镇、城区）包括：巴朗坦、布拉克维尔、梅尼勒-帕讷维尔、帕维伊、维莱埃卡勒。

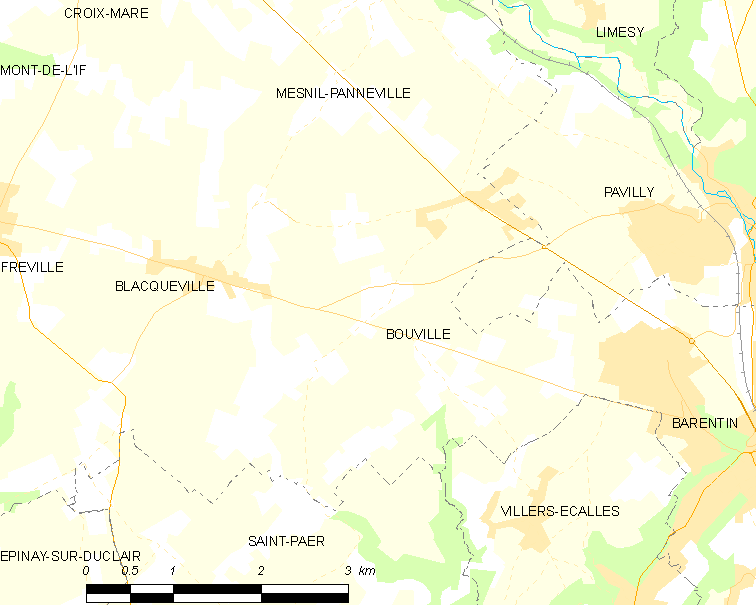
布维尔的OSM定位图

布维尔的时区为UTC+01:00、UTC+02:00（夏令时）。

## 行政
布维尔的邮政编码为76360，INSEE市镇编码为76135。

## 政治
布维尔所属的省级选区为巴朗坦县。

## 人口

1962-2008年间布维尔人口变化图示

布维尔于2022年1月1日时的人口数量为1029人。